# Guido da Siena

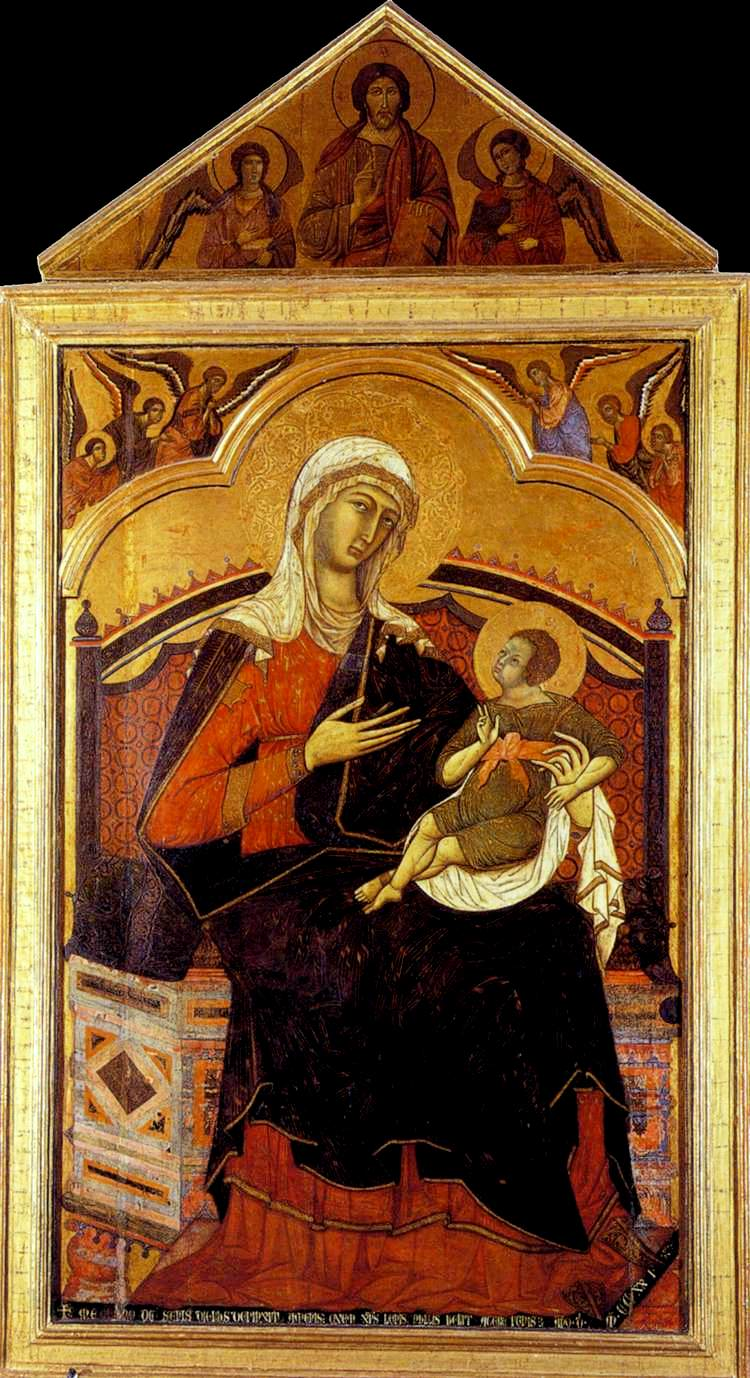
Maestà, à la basilique San Domenico de Sienne.

Guido da Siena  est un peintre de l'école siennoise, un des principaux maîtres actifs de la peinture italo-byzantine, un des primitifs italiens de la ville toscane dans la seconde moitié du Duecento (le XIIIe siècle italien), entre 1260 et 1280.

## Biographie
Son nom figure, à côté de la date 1221, sur l'inscription « ME GUIDO DE SENIS - DIEBUS DEPINXIT AMENIS QUEM CHRISTUS LENIS NULLIS VELIT ANGERE PENIS - A.D. MCCXXI » du tableau, la Maestà, à la basilique saint-Dominique de Sienne. Cette inscription ne correspond nullement au style de l'œuvre, plus tardif, et doit être liée à un autre événement relatif à la basilique (peut-être la mort du fondateur).
L'influence byzantine est reconnaissable et le tableau est à rapprocher de la Madonna del Bordone  de Coppo di Marcovaldo et au style de Cimabue.

## Œuvres
- Adoration des mages (1270-1280), Lindenau-Museum, Altenbourg
- Nativité (~1270), élément d'un retable en bois de 47,5 cm × 36,4 cm de la Badia Ardenga (Montalcino), conservée au musée du Louvre, Paris[2]
- La Présentation au temple, élément d'un retable en tempera sur bois et fond d'or de la Badia Ardenga, conservée au musée du Louvre, Paris[3]
- Maestà (1262-1286), 2,93 cm ×  1,94 cm, cinquième chapelle de la basilique San Domenico de Sienne
- Madone entourée de quatre saints, tempera sur bois de  96 cm × 186 cm
- Vierge à l'Enfant trônant (1262), tempera sur bois, initialement à San Domenico de Sienne, conservée à la pinacothèque nationale de Sienne (visages repeints par un artiste proche de Duccio au début du XIVe siècle)
- Sainte Claire refoulant une attaque des Sarrasins, pinacothèque nationale de Sienne
- Vierge à l'Enfant (1265-1275), tempera sur bois et feuille d'or, 125 × 73 cm, Galleria dell'Accademia de Florence.
- Parties d'un triptyque dispersé (~1270) entre les musées de Sienne, Altenbourg, Utrecht et Princeton (New Jersey)
- Triptyque, musée de l'Œuvre du Duomo, Pérouse.

## Source
- (it) Cet article est partiellement ou en totalité issu de l’article de Wikipédia en italien intitulé « Guido da Siena » (voir la liste des auteurs).